# Správní obvod obce s rozšířenou působností Čáslav
Správní obvod obce s rozšířenou působností Čáslav je od 1. ledna 2003 jedním ze dvou správních obvodů rozšířené působnosti obcí v okrese Kutná Hora ve Středočeském kraji. Čítá 37 obcí.
Město Čáslav je zároveň obcí s pověřeným obecním úřadem, přičemž oba správní obvody jsou územně totožné.

## Seznam obcí
Poznámka: Města jsou vyznačena tučně, městyse kurzívou.
- Adamov
- Bílé Podolí
- Brambory
- Bratčice
- Čáslav
- Čejkovice
- Dobrovítov
- Drobovice
- Horka I
- Horky
- Horušice
- Hostovlice
- Hraběšín
- Chotusice
- Kluky
- Krchleby
- Močovice
- Okřesaneč
- Potěhy
- Rohozec
- Semtěš
- Schořov
- Souňov
- Starkoč
- Šebestěnice
- Třebešice
- Třebonín
- Tupadly
- Vinaře
- Vlačice
- Vlkaneč
- Vodranty
- Vrdy
- Zbýšov
- Žáky
- Žehušice
- Žleby

## Obyvatelstvo
| Rok  | Obyv.  | ± %    |
| ---- | ------ | ------ |
| 1869 | 32 845 | —      |
| 1880 | 35 866 | +9,2 % |
| 1890 | 36 957 | +3 %   |
| 1900 | 37 296 | +0,9 % |
| 1910 | 36 927 | −1 %   |

| Rok  | Obyv.  | ± %    |
| ---- | ------ | ------ |
| 1921 | 36 555 | −1 %   |
| 1930 | 35 995 | −1,5 % |
| 1950 | 29 170 | −19 %  |
| 1961 | 29 883 | +2,4 % |
| 1970 | 28 087 | −6 %   |

| Rok  | Obyv.  | ± %    |
| ---- | ------ | ------ |
| 1980 | 26 141 | −6,9 % |
| 1991 | 24 803 | −5,1 % |
| 2001 | 24 377 | −1,7 % |
| 2011 | 24 682 | +1,3 % |
| 2021 | 25 444 | +3,1 % |